# Filippo Conca
Filippo Conca (* 22. září 1998) je italský profesionální silniční cyklista jezdící za UCI ProTeam Q36.5 Pro Cycling Team.

## Hlavní výsledky
2018
4. místo Trofeo Alcide Degasperi
2019
Giro Ciclistico d'Italia
5. místo celkově
Giro della Valle d'Aosta
7. místo celkově
9. místo Gran Premio Sportivi di Poggiana
2020
Giro Ciclistico d'Italia
5. místo celkově
10. místo Trofeo Laigueglia
2021
Tour de La Provence
 vítěz vrchařské soutěže

### Výsledky na Grand Tours
| Grand Tour      | 2022 |
| --------------- | ---- |
| Giro d'Italia   | —    |
| Tour de France  | —    |
| Vuelta a España | DNF  |

| —   | Nezúčastnil se |
| DNF | Nedokončil     |